# Charles Holland
Charles Alfred Holland (20 de setembro de 1908 — 15 de dezembro de 1989) foi um ciclista britânico, ativo como profissional entre 1937 e 1939.
Antes, como amador, Holland participou de dois Jogos Olímpicos. Em 1932, em Los Angeles, ele ganhou uma medalha de bronze na prova de perseguição por equipes, juntamente com Frank Southall, William Harvell e Ernest Johnson. Nesses mesmo Jogos, ele participou de mais duas provas: corrida por equipes, na qual terminou em quarto lugar; e no individual, terminando em décimo quinto. Em 1936, em Berlim, competiu em dois eventos, também representando o Reino Unido.